# Littérature soufie

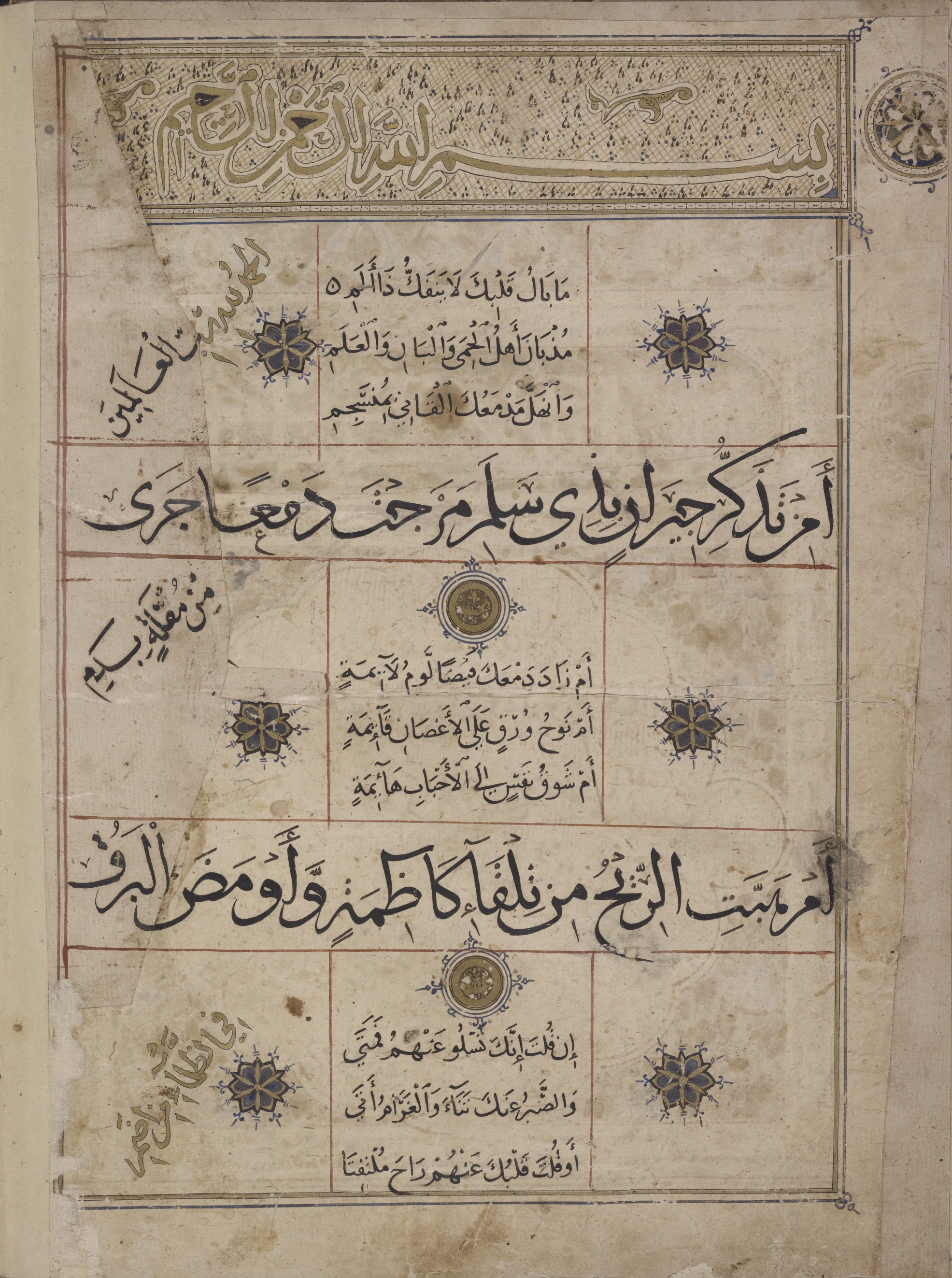
Page de 1381 : copie du Kawākib al-durrīya d'al-Būṣīrī (dédédé en 1294)

La littérature soufie regroupe un ensemble complexe de textes musulmans ou inspirés de l'Islam depuis l'émergence du soufisme jusqu'à l'époque contemporaine. L'étendue significative du monde arabo-musulman et la diversité des langues utilisées amènent à distinguer différents courants de la littérature soufie selon les principales aires qui se partagent l'oummah. Cette partition du sujet se trouve renforcée par la variation d'intérêt et de diffusion qu'en ont fait les différents Chercheurs et les Universitaires du monde occidental (européens ou américains).
Outre cette répartition géographique et linguistique, la littérature soufie relève de plusieurs registres différenciés : la poésie et les contes, la prose mystique et la théologie, de même que la jurprusdence, comme le relève ci-dessous la référence à la fatwa édictée par Ibn Khaldoun.
Il existe pour autant des constantes  que l'on retrouve dans toute la production littéraire soufie : notamment, sa dimension mystique ou poétique, l'importance portée à l'Amour de Dieu pour l'être humain , un a priori de méfiance ou de défiance du clergé (dans le monde shi'ite), des dirigeants politiques ou religieux, la critique (jusqu'au rejet violent) au sein même de l'Islam contre le soufisme ou les soufis.

## La littérature soufie dans le monde oriental (anatolien, persan et indien)

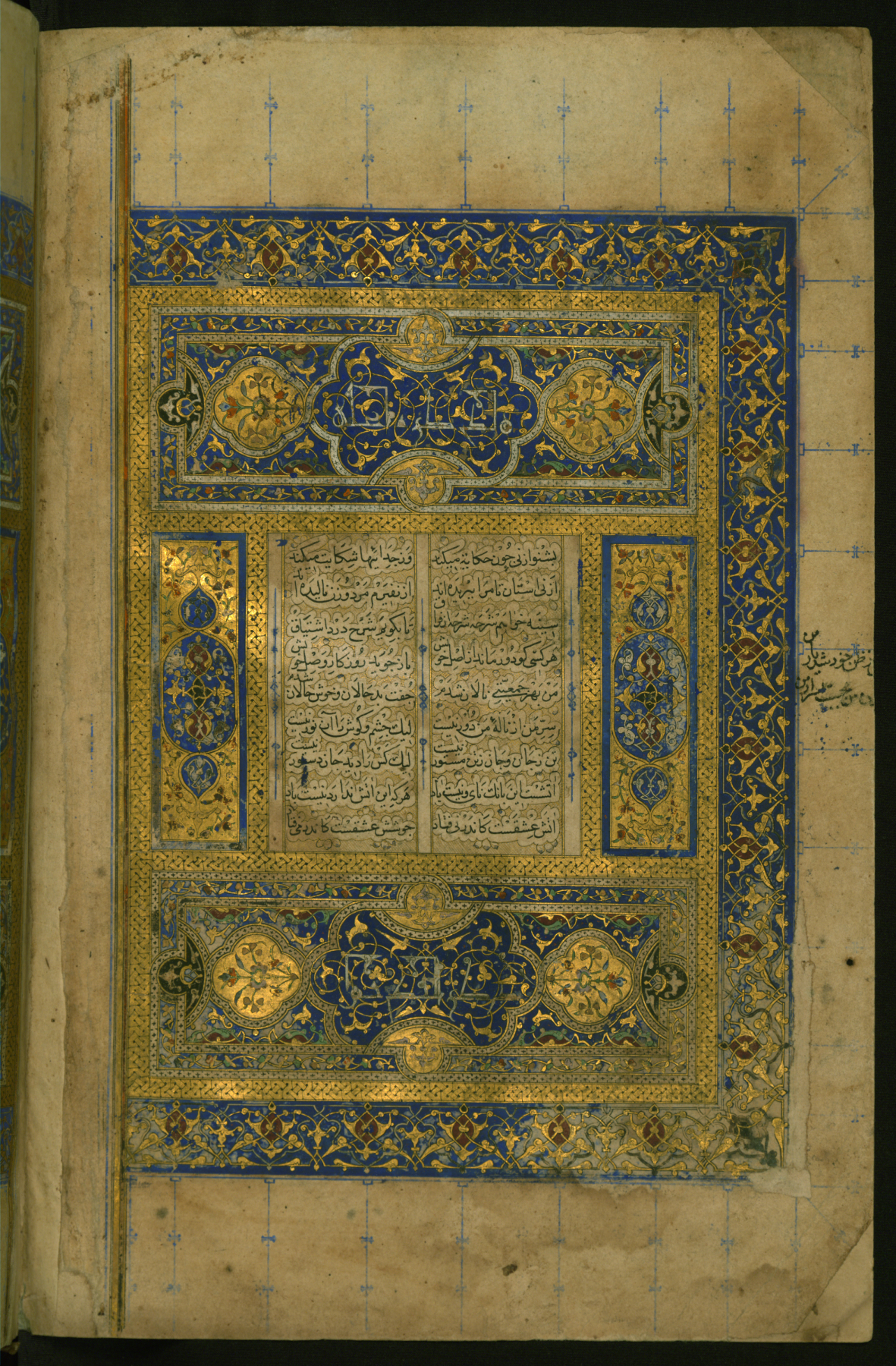
frontispice illustré de Rumi, c. 1461

## La littérature soufie dans le Maghreb

### Ibn Khaldoun
Ibn Khaldoun, qui va bientôt devenir le célèbre historien du monde maghrébin, publie (entre 774/1372 et 776/1374) un fort traité,en forme de fatwa (consultation juridique) axé sur la question suivante : un maître (shaykk) ou un guide (iman) est-il nécessaire pour aider le novice (murid) dans sa progression mystique et sa réalisation spirituelle (tahaqquq) dans la voie soufie ?